# Джетимбель
Джетимбель (Джетим-Бель, кирг. Жетимбел) — горный хребет во Внутреннем Тянь-Шане (в Кыргызстане), лежащий к югу от хребта Тескей Ала-Тоо и северо-востоку от хребта Джетим.
Простирается в широтном направлении от изгиба реки Ара-Бель на востоке до слияния рек Балгарт и Джыланач на западе. Длина хребта 102 км, ширина 12 км. Средняя высота 4200 м, максимальная высота 4627 м — гора Сёок (кирг. Сөөк).
Линия гребня ровная с большим количеством каров и цирков, в которых располагаются небольшие ледники.
В восточной части хребта сохранилась денудационная поверхность.
В восточной и средней части склоны относительно невысокие, пологие. К западу их относительные высоты возрастают.
В связи с широким развитием сланцев преобладают мягкие формы рельефа.
Геологический пласт сложён гранитами, гранодиоритами, филлитами, песчаниками, алевролитами и другими породами верхнего протерозя.
Площади ледников 84,6 км кв. На южных склонах полупустынные (3200—3600 м), сухостепные (3300 — 3900 м) и альпийские (3800 — 4000 м) ландшафты. На северных склонах луго-степные (3700 — 3900 м), холодные пустынные (3600 — 3800 м) ландшафты. Выше 4000 м — гляциально-нивальный пояс.
Перевалы: Джетим-Бель (3993 м), Сёок (4022 м).
Сырты используются под летнее пастбище (джайляу). Горный туризм (в летний период).